# Smilax pulverulenta
Smilax pulverulenta là một loài thực vật có hoa trong họ Smilacaceae. Loài này được Michx. miêu tả khoa học đầu tiên năm 1803.